# Norra Älvsborgs ryttarklubb
Norra Älvsborgs ryttarklubb, bildad 1962, är en ridklubb i Trollhättans kommun med anläggning på Stommens gård i Sjuntorp.
Klubben har i modern tid haft tävlingsmässiga framgångar, till exempel vann klubbens lag SM i ponnyhoppning på Strömsholm 1991.
Klubben hade 31 december 2009 255 medlemmar.

## Historik
Från 1962 bedrevs en ideell lektionsverksamhet på Kobergs slott. Lektionsverksamheten skedde framförallt med hjälp av inlånade hästar.
Ridskoleverksamheten pågick på Kobergs slott i omkring tio år innan den år 1974 flyttades till Gärdhems skattegård. Verksamheten fortsatte som innan men utökades nu även i form av att man i klubbens regi började anordna tävlingar. I takt med att man började hålla tävlingar skapades många nya framgångsrika ryttare inom klubben. 1980 blev klubben uppsagd från skattegården och i brist på annan anläggning att bedriva en fortsatt verksamhet på tvingades verksamheten bli vilande fram till år 1983 då klubben genom Trollhättans kommun fick möjlighet att hyra lokaler på Stommens gård i Sjuntorp. 